# 耶里人

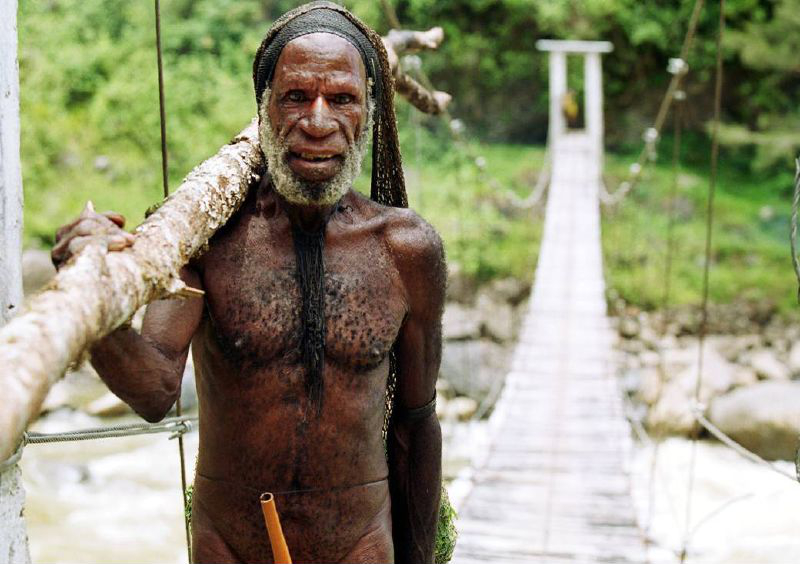
耶里男性

耶里人，是分布在印尼巴布亞省和西巴布亞省高地的巴布亞人部落，人口約49000人。他們主要是新教徒和天主教徒，少數人保留萬物有靈信仰。
他們的主要聚居城鎮是Angguruk和Kosarek,陸上交通難以到達，前往主要靠空運。他們的傳統聚居地稱耶里莫。
他們的語言稱耶里語，與另一部落達尼人也屬巴布亞語系中的Ngalik-Nduga分支。
耶里男性衹會穿陰莖鞘，身體其他部位則會保持裸露；女性則祇穿以蘆葦織成的裙。